# 关琦安
关琦安（英語：Carolyn Kuan，1977年2月—），美国华裔指挥家。

## 生平
关琦安父母来自廣州，舅舅是音乐制作人钮大可。她出生于台北，五岁起学习钢琴，14岁时留学美国，就读于马萨诸塞州的北野山高中，后入读史密斯学院学习经济学与音乐，在校时初次尝试乐团指挥。在伊利诺大学香槟分校和皮博迪音乐学院，她分别取得了音乐和表演的专业学位，曾师从指挥家古斯塔夫·迈尔。
2003年，关琦安获得美国奥地利基金会资助的“卡拉扬指挥奖学金”，是首位获此奖项的女性指挥家，2004年受邀在萨尔茨堡音乐节担任驻场音乐家。2003年，她在卡布利洛现代音乐节成为马林·阿尔索普的指挥助理，并定期在此音乐节工作至2012年。 关琦安2006年起担任西雅图交响乐团助理指挥，翌年被提拔为副指挥。
2011年至今，关琦安担任康涅狄格州哈特福德交响乐团的音乐总监，是担任该职位的首位女性和首位亚裔美国人。